# Johannesburg
Johannesburg, přezdívaný město zlata, mezi místními známý také jako Jo'burg, Jozi a JHB, je s populací přesahující 6 milionů lidí největším městem Jihoafrické republiky. Je průmyslovým a ekonomickým centrem Jihoafrické republiky. Je také centrem vzdělání (například University of the Witwatersrand a University of Johannesburg) a kultury (např. Johannesburská galerie umění). Sídlí zde největší burza na Africkém kontinentu, proto je také přezdíván „finanční centrum Afriky“.

## Základní údaje

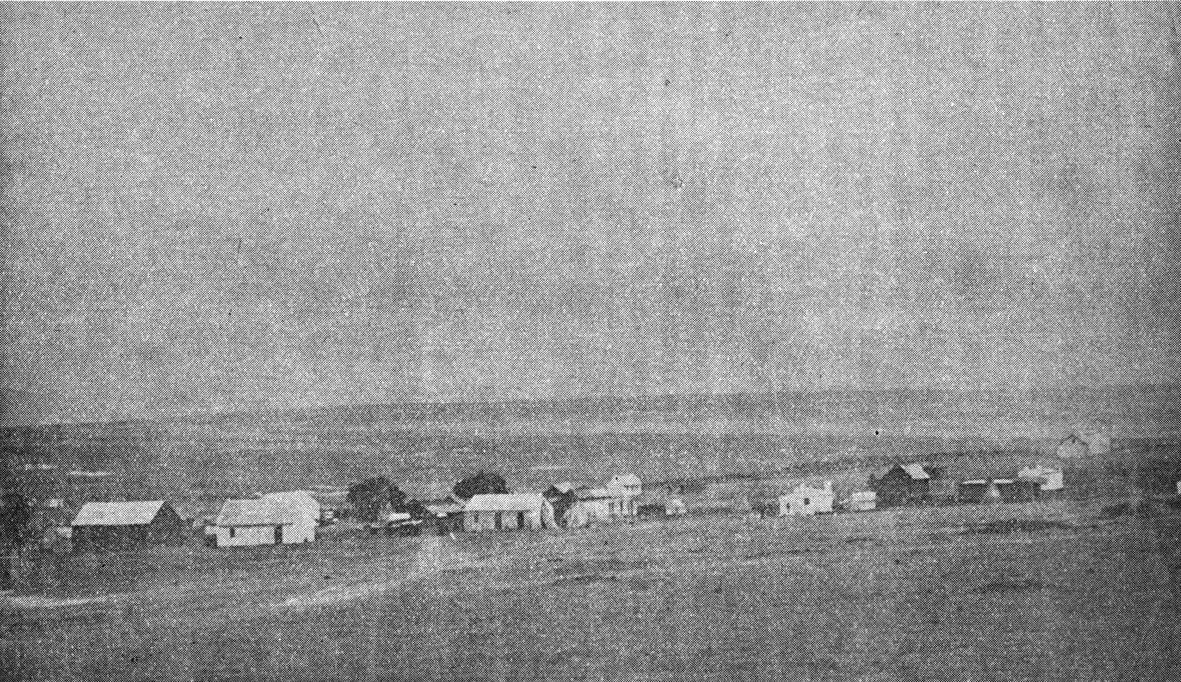
Farma, kde bylo roku 1886 poprvé objeveno zlato

Pětina hrubého národního produktu pochází právě odtud. Všechny africké těžební společnosti, velké banky a významné investiční společnosti sídlí právě v Johannesburgu. Více než polovina obyvatel žije na předměstích Soweto, Diepkloof a Orange Farm na jihozápadě města.
Město leží na ložiscích zlata, které mu přineslo obrovské bohatství. Z původních zlatých dolů, které se nacházely ve městě, je již většina zavřená. Bývalé doly a haldy však natrvalo poznamenaly ráz krajiny a městskou strukturu.
Johannesburg je hlavním městem provincie Gauteng, hustě osídlené mega-metropole s početnými satelitními městy, jejíž součástí je také Pretoria, hlavní město Jihoafrické republiky. V této provincii žije více než 8 miliónů obyvatel.

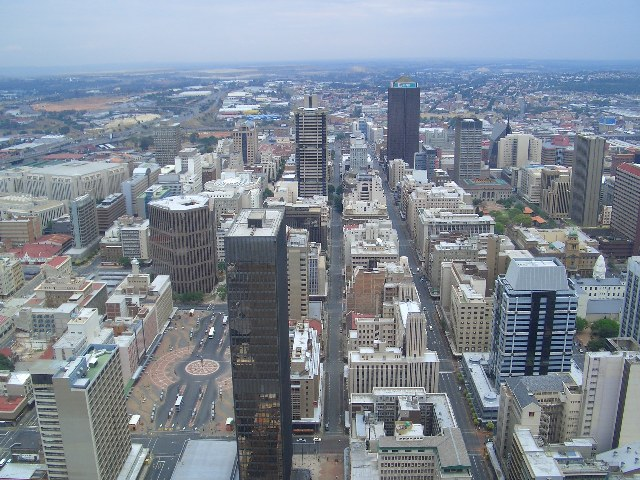
Pohled z mrakodrapu Carlton Centre na obchodní centrum Johanesburgu, tzv. CBD (Central Business District)

Většina velkých leteckých společností létá na mezinárodní letiště jihovýchodně od Johannesburgu, proto je také město významným turistickým centrem a obvyklým výchozím bodem při návštěvě Jižní Afriky. V této rušné metropoli se mísí evropská a africká kultura.
Po skončení apartheidu dramaticky vzrostla kriminalita ve městě. Nyní má Johannesburg pověst světového centra kriminality. Na popud podnikatelské veřejnosti bylo v roce 2002 nainstalováno do centra více než 200 kamer, kontrolovaných policií, čímž kriminalita v centru mírně klesla.
Johannesburg je mimo jiné sídlem jihoafrického ústavního soudu. Město tvoří jednu ze 40 největších metropolí na světě a je to jedno ze světových míst Afriky, klasifikované jako světové město gama.

## Johannesburg ve filmu
V roce 2009 se Johannesburg objevil ve filmu District 9 jako město, nad které přiletěli cizinci.
Především na periferii Johannesburgu se odehrává příběh filmu Tsotsi z roku 2005.
V roce 2015 se Johannesburg, jako město zločinu, objevuje ve filmu Chappie, kde se lidé snaží kriminalitu snížit za pomoci použití droidů. Dále město figuruje ve filmu Štvanec a Policajt v Africe.

## Sport
Dva z městských stadionů se staly místem, kde byly sehrány zápasy Mistrovství světa v fotbalu 2010. Větším byl Soccer City pro 95 000 diváků, postavený v roce 1989 a později zmodernizovaný. Hrálo se zde mj. i finále turnaje. Druhým byl menší a starší Ellis Park pro 60 000 diváků, postavený roku 1982 pro ragby. Pro fotbalové MS přestavěn, hrály se zde zápasy ve skupinách.

## Partnerská města
- Akkra, Ghana[2]
- Addis Abeba, Etiopie[2]
- Birmingham, Spojené království[2]
- Kinshasa, Demokratická republika Kongo[2]
- Londýn, Spojené království[2]
- Matola, Mosambik[2]
- New York, Spojené státy americké[2][3]
- Val-de-Marne (jihovýchodní část Paříže), Francie[2]
- Windhoek, Namibie[2]

## Slavní rodáci
- Basil Rathbone (1892–1967), anglický herec[4]
- Frederik Willem de Klerk (1936–2021), prezident Jihoafrické republiky v letech 1989–1994 a nositel Nobelovy ceny míru za rok 1993[5]
- Kevin Carter (1960–1994), jihoafrický fotograf a žurnalista, nositel Pulitzerovy ceny[6]
- Wayne Ferreira (* 1971), bývalý jihoafrický profesionální tenista[7]
- Watkin Tudor Jones (* 1974), jihoafrický rapper, člen skupiny Die Antwoord[8]
- Neill Blomkamp (* 1979), jihoafricko-kanadský režisér, scenárista a producent[9]
- Kevin Anderson (* 1986), bývalý jihoafrický profesionální tenista[10]
- Cariba Heine (* 1988), australská herečka a tanečnice[11]
- Troye Sivan (* 1995), jihoafricko-australský herec, zpěvák a model[12]
- Cameron Norrie (* 1995), britský profesionální tenista[13]